# Abbazia di Santo Stefano al Corno
L'abbazia di Santo Stefano al Corno era un monastero cistercense posto nei pressi dell'attuale località di Santo Stefano Lodigiano.

Dedicata a Stefano protomartire, prendeva il nome al Corno a causa della sua posizione su un'ansa (corno) del fiume Po.

## Storia
L'abbazia fu fondata nel 1109 dalla contessa Ansalda da Ghisalba e dai suoi figli, come monastero benedettino.
Nel 1231 papa Gregorio IX la cedette ai cistercensi, che la resero dipendente dall'abbazia del Cerreto.
Nella sua storia, l'abbazia fu sconvolta più volte dalle piene del Po. L'abbazia fu chiusa nel 1774 e i beni venduti. Di essa restano oggi solo poche tracce, incorporate nella Cascina Abbazia.